# 会寧強制収容所
座標: 北緯42度32分44秒 東経129度54分51秒 / 北緯42.5456859度 東経129.9141862度
会寧強制収容所（フェリョンきょうせいしゅうようじょ）は、朝鮮民主主義人民共和国の咸鏡北道会寧市に所在した強制収容所、政治犯を収容する「管理所」である。偽装名は朝鮮人民内務軍（旧：朝鮮人民警備隊）2209部隊 で、正式名称は22号管理所である。
安明哲は、この収容所で4年近く警備員として勤務していた。

## 実態
東西40キロメートル, 南北50キロメートルの広さをもち、1990年頃には500から600人の保衛員と約1000人の警備員が勤務し、約5万人の囚人を収容していた。構内の炭鉱地区には朝鮮民主主義人民共和国鉄道省細川線の仲峰駅がある。
収容所では、トウモロコシ、ジャガイモ、ライマメの他、野菜類の栽培を課されているほか、酒や醤油の生産、炭鉱での採炭も行われているが、毎年1,500人から2,000人の収容者が栄養失調により死亡する。収穫した農作物を横領したとして処刑される者や、収穫ノルマを達成できなかったことを理由に警備員に殴られて死亡する者もいる。また、結婚は限られたものにしか許されず、それ以外でのセックスは禁じられ、妊娠していたことを理由に処刑された妊婦もいる。
会寧強制収容所の警備隊員だった安明哲の証言によれば、日本からの「帰国同胞」はしばしば「スパイ」の嫌疑をかけられ、収容所内では特に虫けらのようなひどい扱いを受けており、帰国同胞の女性がなぶり殺しにされる現場にも遭遇している。彼は、保衛員や戒護員が政治犯たちを殴りつけ、鞭打ち、怒鳴り声をあげるのを毎日聞いているが、それはだいたい夕方の早いうちから始められ、夜明けまで続けられた。ある時、50歳くらいの女性の帰国者が鞭打たれ、最後には自らへの呪詛と叶えられるはずもない心情をたどたどしい朝鮮語で戒護員にぶつけるのを聞いている。
彼女はそう叫んだあと、警棒で殴られ、絶命した。その後、保衛部長が日章旗や日本刀、天皇から下賜されたという勲章、免許証、下駄、着物などを示しながら、政治犯に対する敵愾心を緩めることの決してないよう、部下たちに訓示を述べたという。

## 閉鎖
2012年頃に閉鎖されたとみられる。跡地は農場となり、周辺地域から移住が進められたが、移住時に約束されていた配給が中断されている、収容所の設備が破壊されていたり、残っていても一般社会で使われている設備と異なっているために使用できない、囚人用の住宅が割り当てられ、福利施設が不十分で居住環境が非常に悪い、破壊された建物跡が営農の妨げになっている、などの理由で元の場所に戻る農場員が現れてきていると言われる。
閉鎖にあたり、囚人は耀徳郡の15号管理所や明澗郡の16号管理所に移送されたが、この際に16号管理所の元の囚人が虐殺された可能性が指摘されている。
閉鎖の原因として、2010年頃から収容所外部への食糧の供出量が増え、囚人への配給が大幅に削減され、餓死者が多数出て、収容者の数が大幅に減少したことのほか、看守の1人が脱北したことが挙げられている。別な説としては、会寧市が金正淑（金正日の生母）の出身地であることから、「革命聖地」に反動分子を集めて収容するのは不適切とされたために閉鎖されたともされている。
なお、衛星写真の分析では2024年現在も外周のフェンスが残っている。また、閉鎖後に取調室などとみられる複数の建物が撤去され、別の建物に建て替えられたほか農作業は継続して行われており、仲峰駅周辺の炭鉱も稼働を続けている様子が確認されている。これらの作業には、先述したように閉鎖後に移ってきた一般人が従事しているものと考えられている。

## 脚註